# Пеллстон (Мічиган)
Пеллстон (англ. Pellston) — селище (англ. village) в США, в окрузі Еммет штату Мічиган. Населення — 774 особи (2020).

## Географія
Пеллстон розташований за координатами 45°33′6″ пн. ш. 84°47′0″ зх. д. / 45.55167° пн. ш. 84.78333° зх. д. (45.551578, -84.783372).  За даними Бюро перепису населення США в 2010 році селище мало площу 4,95 км², з яких 4,95 км² — суходіл та 0,00 км² — водойми.

### Клімат
| Клімат : Пеллстон            | Клімат : Пеллстон | Клімат : Пеллстон | Клімат : Пеллстон | Клімат : Пеллстон | Клімат : Пеллстон | Клімат : Пеллстон | Клімат : Пеллстон | Клімат : Пеллстон | Клімат : Пеллстон | Клімат : Пеллстон | Клімат : Пеллстон | Клімат : Пеллстон | Клімат : Пеллстон |
| Показник                     | Січ.              | Лют.              | Бер.              | Квіт.             | Трав.             | Черв.             | Лип.              | Серп.             | Вер.              | Жовт.             | Лист.             | Груд.             | Рік               |
| Абсолютний максимум, °C      | 11,7              | 15,6              | 30,6              | 32,8              | 33,9              | 37,2              | 36,7              | 36,7              | 35,6              | 30,6              | 23,3              | 17,8              | 37,2              |
| Середній максимум, °C        | −3,3              | −1,7              | 3,3               | 10,6              | 18,9              | 23,9              | 26,1              | 25,0              | 20,0              | 13,3              | 5,6               | −0,6              | 11,8              |
| Середній мінімум, °C         | −12,8             | −13,3             | −8,3              | −1,1              | 4,4               | 9,4               | 12,8              | 11,7              | 7,8               | 2,2               | −2,2              | −8,3              | 0,3               |
| Абсолютний мінімум, °C       | −37,2             | −47,2             | −36,7             | −25,6             | −11,7             | −3,9              | −2,2              | −1,7              | −6,7              | −15,6             | −30,6             | −35               | −47,2             |
| Норма опадів, мм             | 61                | 42                | 59                | 67                | 69                | 65                | 69                | 83                | 99                | 82                | 75                | 62                | 833               |
| ---------------------------- | ----------------- | ----------------- | ----------------- | ----------------- | ----------------- | ----------------- | ----------------- | ----------------- | ----------------- | ----------------- | ----------------- | ----------------- | ----------------- |
| Джерело: The Weather Channel |                   |                   |                   |                   |                   |                   |                   |                   |                   |                   |                   |                   |                   |

## Демографія
Згідно з переписом 2010 року, у селищі мешкали 822 особи в 308 домогосподарствах у складі 216 родин. Густота населення становила 166 осіб/км².  Було 364 помешкання (74/км²).
Расовий склад населення:
| - 86,5 % — білих - 8,0 % — корінних американців - 0,2 % — чорних або афроамериканців - 0,1 % — азіатів |

До двох чи більше рас належало 4,9 %. Частка іспаномовних становила 1,9 % від усіх жителів.
За віковим діапазоном населення розподілялося таким чином: 30,8 % — особи молодші 18 років, 60,0 % — особи у віці 18—64 років, 9,2 % — особи у віці 65 років та старші. Медіана віку мешканця становила 34,1 року. На 100 осіб жіночої статі у селищі припадало 95,2 чоловіків;  на 100 жінок у віці від 18 років та старших — 85,3 чоловіків також старших 18 років.
Середній дохід на одне домашнє господарство  становив 42 855 доларів США (медіана — 35 170), а середній дохід на одну сім'ю — 48 445 доларів (медіана — 41 765). Медіана доходів становила 38 750 доларів для чоловіків та 21 250 доларів для жінок. За межею бідності перебувало 22,4 % осіб, у тому числі 35,7 % дітей у віці до 18 років та 14,3 % осіб у віці 65 років та старших.
Цивільне працевлаштоване населення становило 446 осіб. Основні галузі зайнятості: мистецтво, розваги та відпочинок — 27,4 %, виробництво — 13,7 %, роздрібна торгівля — 13,2 %.